# Wladimir Alexejewitsch Schtscherbakow
Wladimir Alexejewitsch Schtscherbakow (russisch Владимир Александрович Щербаков; * 26. Oktober 1945 in Moskau; † 1993) war ein russischer Fußballspieler auf der Position eines Stürmers.

## Lebenslauf
Schtscherbakow begann seine Laufbahn als Erwachsenenfußballer bei ZSKA Moskau und wechselte nach nur einer Saison zum Stadtrivalen Torpedo Moskau, für den er die nächsten viereinhalb Jahre spielte und mit dem er 1965 sowjetischer Fußballmeister wurde. Im selben Jahr absolvierte er auch seinen einzigen Länderspieleinsatz für die Fußballnationalmannschaft der UdSSR.
Im Sommer 1968 kehrte Schtscherbakow zu ZSKA Moskau zurück und ein Jahr später wechselte er zu Politotdel Taschkent, bevor er seine aktive Laufbahn 1972 in Diensten von Schinnik Jaroslawl ausklingen ließ.